# 圣母始胎堂 (罗马)

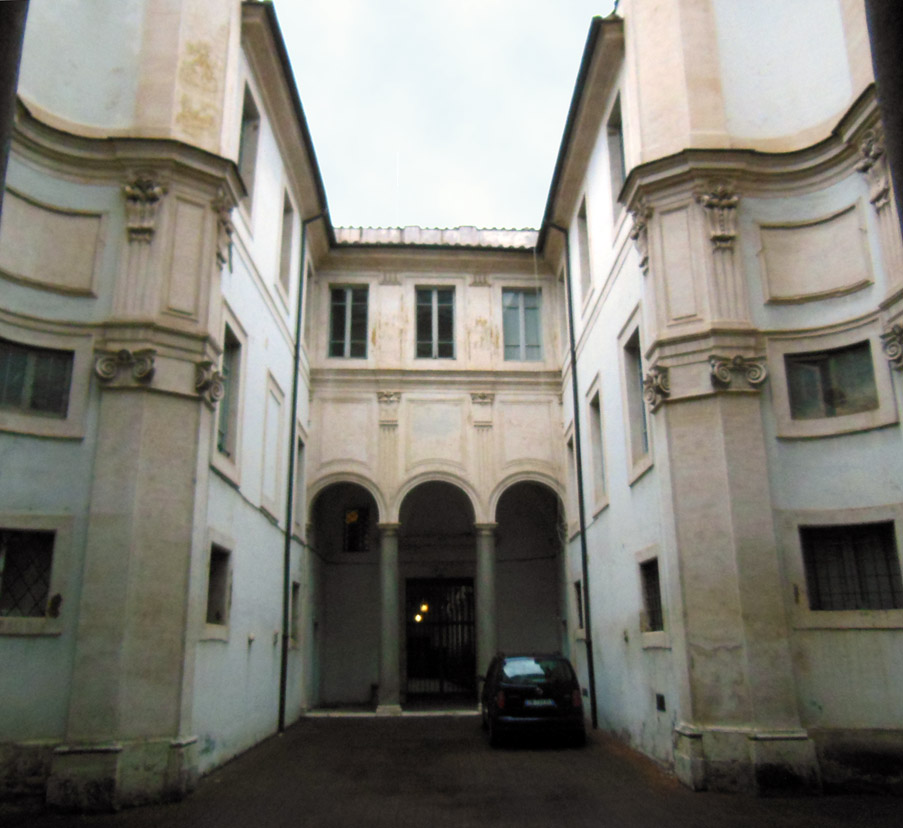

圣母始胎堂（Santa Maria della Concezione）是罗马的一座教堂，位于战神广场区的战神广场（Piazza Campo Marzio）。

## 历史
在公元8世纪，拜占庭帝国发生圣像破坏运动，一批修女帶著圣额我略·納齊安的圣髑，从君士坦丁堡逃到羅馬。她们在此处建立修道院，院内有两座小堂，分别供奉圣母和圣额我略。
1562-1564年，来自科隆納家族的院长Chiarina Colonna 修建了新的圣母始胎堂。圣额我略的圣髑则在1580年迁入圣伯多禄大殿。在17世纪，修道院再度扩建，教堂彻底重建，由羅西设计。
拿破仑占领期间，该堂改作他用。1816年恢复。现在采用敘利亞一安提約基雅禮，为叙利亚在罗马的国家教堂。
该堂采用希臘十字平面。